# 底特律 (阿拉巴马州)
底特律（英文：Detroit），是美国阿拉巴马州下属的一座城市。面积约为1.33平方英里（约合3.43平方公里）。根据2010年美国人口普查，该市有人口237人，人口密度为178.73/平方英里（约合69.1/平方公里）。